# DJ Jean
Jan Engelaar, född 7 maj 1968 i Veenendaal i Nederländerna, är en nederländsk DJ mer känd under artistnamnet DJ Jean. Uttryckt i antal skivor är han den bäst säljande nederländska DJ:en genom tiderna.
DJ Jeans karriär började 1989, när han vann det nederländska mix- och scratchmästerskapet. Han har sedan dess gjort sig ett namn inom DJ-scenen på den amsterdamska nattklubben iT. 1999 släpptes den hittills mest kända singeln The Launch. Sedan 2002 jobbar han dessutom som DJ för radiostationen Radio 538.

## Diskografi

### Album
- 1997 – This Master’s Choice
- 1997 – The World of DJ Jean
- 1998 – Strictly DJ Jean

### Singlar
- 1996 – I give my life
- 1997 – Let Yourself Go (med Peran)
- 1998 – U Got My Love
- 1999 – The Launch: Nederländerna #1(2)
- 2000 – Love Come Home
- 2001 – Lift Me Up
- 2003 – Supersounds
- 2004 – Every Single Day
- 2005 – Feel It